# Llista d'espècies d'agelènids

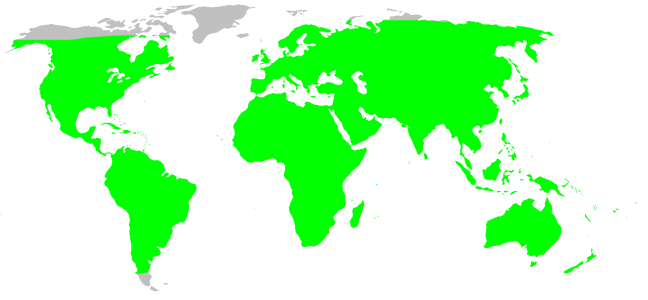
Distribució dels agelènids

Aquesta és la llista d'espècies d'agelènids, una família d'aranyes araneomorfes descrita per primera vegada per Carl Ludwig Koch l'any 1837. La llista conté la informació recollida fins al 12 de gener de 2007 i hi ha descrites 39 gèneres i 503 espècies; els gèneres amb més espècies són Tegenaria amb 102 i Agelena amb 72 espècies. La seva distribució és molt extensa i es poden trobar per tot el món, excepte la part més meridional d'Amèrica i la zona més septentrional del planeta.

## Gèneres i espècies

### Agelena
Agelena Walckenaer, 1805
- Agelena agelenoides (Walckenaer, 1842) (Mediterrani Occidental)
- Agelena annulipedella Strand, 1913 (Central Àfrica)
- Agelena atlantea Fage, 1938 (Marroc)
- Agelena australis Simon, 1896 (Sud-àfrica)
- Agelena babai Tanikawa, 2005 (Japó)
- Agelena barunae Tikader, 1970 (Índia)
- Agelena bifida Wang, 1997 (Xina)
- Agelena borbonica Vinson, 1863 (Réunion)
- Agelena canariensis Lucas, 1838 (Illes Canàries, Marroc, Algèria)
- Agelena chayu Zhang, Zhu & Song, 2005 (Xina)
- Agelena choi Paik, 1965 (Corea)
- Agelena consociata Denis, 1965 (Gabon)
- Agelena cuspidata Zhang, Zhu & Song, 2005 (Xina)
- Agelena cymbiforma Wang, 1991 (Xina)
- Agelena donggukensis Kim, 1996 (Corea, Japó)
- Agelena doris Hogg, 1922 (Vietnam)
- Agelena dubiosa Strand, 1908 (Etiòpia, Ruanda)
- Agelena fagei Caporiacco, 1949 (Kenya)
- Agelena funerea Simon, 1909 (Àfrica Oriental)
- Agelena gaerdesi Roewer, 1955 (Namíbia)
- Agelena gautami Tikader, 1962 (Índia)
- Agelena gomerensis Wunderlich, 1992 (Illes Canàries)
- Agelena gonzalezi Schmidt, 1980 (Illes Canàries)
- Agelena hirsutissima Caporiacco, 1940 (Etiòpia)
- Agelena howelli Benoit, 1978 (Tanzània)
- Agelena incertissima Caporiacco, 1939 (Etiòpia)
- Agelena inda Simon, 1897 (Índia)
- Agelena injuria Fox, 1936 (Xina)
- Agelena jaundea Roewer, 1955 (Camerun)
- Agelena jirisanensis Paik, 1965 (Corea)
- Agelena jumbo Strand, 1913 (Central Àfrica)
  - Agelena jumbo kiwuensis Strand, 1913 (Àfrica Oriental)
- Agelena keniana Roewer, 1955 (Kenya)
- Agelena kiboschensis Lessert, 1915 (Àfrica Central i Oriental)
- Agelena Coreana Paik, 1965 (Corea)
- Agelena labyrinthica (Clerck, 1757) (Paleàrtic)
- Agelena lawrencei Roewer, 1955 (Zimbabwe)
- Agelena limbata Thorell, 1897 (Xina, Corea, Myanmar, Japó)
- Agelena lingua Strand, 1913 (Central Àfrica)
- Agelena littoricola Strand, 1913 (Central Àfrica)
- Agelena longimamillata Roewer, 1955 (Mozambique)
- Agelena longipes Carpenter, 1900 (Anglaterra (introduïda))
- Agelena lukla Nishikawa, 1980 (Nepal)
- Agelena maracandensis (Charitonov, 1946) (Àsia central)
- Agelena mengeella Strand, 1942 (Alemanya)
- Agelena mengei Lebert, 1877 (Suïssa)
- Agelena micropunctulata Wang, 1992 (Xina)
- Agelena moschiensis Roewer, 1955 (Tanzània)
- Agelena mossambica Roewer, 1955 (Mozambique)
- Agelena nairobii Caporiacco, 1949 (Àfrica Central i Oriental)
- Agelena nigra Caporiacco, 1940 (Etiòpia)
- Agelena nyassana Roewer, 1955 (Malawi)
- Agelena oaklandensis Barman, 1979 (Índia)
- Agelena orientalis C. L. Koch, 1837 (Itàlia fins a l'Àsia central, Iran)
- Agelena otiforma Wang, 1991 (Xina)
- Agelena poliosata Wang, 1991 (Xina)
- Agelena republicana Darchen, 1967 (Gabon)
- Agelena sangzhiensis Wang, 1991 (Xina)
- Agelena satmila Tikader, 1970 (Índia)
- Agelena scopulata Wang, 1991 (Xina)
- Agelena secsuensis Lendl, 1898 (Xina)
- Agelena sherpa Nishikawa, 1980 (Nepal)
- Agelena shillongensis Tikader, 1969 (Índia)
- Agelena silvatica Oliger, 1983 (Rússia, Xina, Japó)
- Agelena suboculata Simon, 1910 (Namíbia)
- Agelena tadzhika Andreeva, 1976 (Rússia, Àsia central)
- Agelena tenerifensis Wunderlich, 1992 (Illes Canàries)
- Agelena tenuella Roewer, 1955 (Camerun)
- Agelena tenuis Hogg, 1922 (Vietnam)
- Agelena teteana Roewer, 1955 (Mozambique)
- Agelena tungchis Lee, 1998 (Taiwan)
- Agelena zorica Strand, 1913 (Àfrica Central i Oriental)
- Agelena zuluana Roewer, 1955 (Sud-àfrica)

### Agelenella
Agelenella Lehtinen, 1967
- Agelenella pusilla (Pocock, 1903) (Socotra)

### Agelenopsis
Agelenopsis Giebel, 1869
- Agelenopsis actuosa (Gertsch & Ivie, 1936) (EUA, Canadà)
- Agelenopsis aleenae Chamberlin & Ivie, 1935 (EUA)
- Agelenopsis aperta (Gertsch, 1934) (EUA, Mèxic)
- Agelenopsis emertoni Chamberlin & Ivie, 1935 (EUA)
- Agelenopsis kastoni Chamberlin & Ivie, 1941 (EUA)
- Agelenopsis longistyla (Banks, 1901) (EUA)
- Agelenopsis naevia (Walckenaer, 1842) (EUA, Canadà)
- Agelenopsis oklahoma (Gertsch, 1936) (EUA)
- Agelenopsis oregonensis Chamberlin & Ivie, 1935 (EUA)
- Agelenopsis pennsylvanica (C. L. Koch, 1843) (EUA)
- Agelenopsis potteri (Blackwall, 1846) (Amèrica del Nord, introduïda a Rússia)
- Agelenopsis spatula Chamberlin & Ivie, 1935 (EUA)
- Agelenopsis utahana (Chamberlin & Ivie, 1933) (EUA, Canadà, Alaska)

### Agelescape
Agelescape Levy, 1996
- Agelescape affinis (Kulczyn'ski, 1911) (Turquia, Síria)
- Agelescape caucasica Guseinov, Marusik & Koponen, 2005 (Azerbaijan)
- Agelescape dunini Guseinov, Marusik & Koponen, 2005 (Azerbaijan)
- Agelescape gideoni Levy, 1996 (Turquia fins a Israel)
- Agelescape levyi Guseinov, Marusik & Koponen, 2005 (Azerbaijan)
- Agelescape livida (Simon, 1875) (Mediterrani)
- Agelescape talyshica Guseinov, Marusik & Koponen, 2005 (Azerbaijan)

### Ahua
Ahua Forster & Wilton, 1973
- Ahua dentata Forster & Wilton, 1973 (Nova Zelanda)
- Ahua insula Forster & Wilton, 1973 (Nova Zelanda)
- Ahua kaituna Forster & Wilton, 1973 (Nova Zelanda)
- Ahua vulgaris Forster & Wilton, 1973 (Nova Zelanda)

### Allagelena
Allagelena Zhang, Zhu & Song, 2006
- Allagelena bistriata (Grube, 1861) (Xina)
- Allagelena difficilis (Fox, 1936) (Xina, Corea)
- Allagelena gracilens (C. L. Koch, 1841) (Europa central, Mediterrani fins a l'Àsia central)
- Allagelena monticola Chami-Kranon i cols., 2007 (Tailàndia)
- Allagelena opulenta (L. Koch, 1878) (Xina, Corea, Taiwan, Japó)

### Azerithonica
Azerithonica Guseinov, Marusik & Koponen, 2005
- Azerithonica hyrcanica Guseinov, Marusik & Koponen, 2005 (Azerbaijan)

### Barronopsis
Barronopsis Chamberlin & Ivie, 1941
- Barronopsis arturoi Alayón, 1993 (Cuba)
- Barronopsis barrowsi (Gertsch, 1934) (EUA)
- Barronopsis campephila Alayón, 1993 (Cuba)
- Barronopsis cesari Alayón, 1993 (Cuba)
- Barronopsis floridensis (Roth, 1954) (EUA, Bahames)
- Barronopsis jeffersi (Muma, 1945) (EUA)
- Barronopsis texana (Gertsch, 1934) (EUA)

### Benoitia
Benoitia Lehtinen, 1967
- Benoitia agraulosa (Wang & Wang, 1991) (Xina)
- Benoitia bornemiszai (Caporiacco, 1947) (Àfrica Oriental)
- Benoitia deserticola (Simon, 1910) (Namíbia, Botswana)
- Benoitia lepida (O. P.-Cambridge, 1876) (Àfrica del Nord, Xipre, Israel)
- Benoitia ocellata (Pocock, 1900) (Sud-àfrica)
- Benoitia raymondeae (Lessert, 1915) (Àfrica Oriental)
- Benoitia Rodesiae (Pocock, 1901) (Àfrica Meridional)
- Benoitia timida (Audouin, 1826) (Egipte, Israel)
- Benoitia upembana (Roewer, 1955) (Congo)

### Calilena
Calilena Chamberlin & Ivie, 1941
- Calilena absoluta (Gertsch, 1936) (EUA)
- Calilena adna Chamberlin & Ivie, 1941 (EUA)
- Calilena angelena Chamberlin & Ivie, 1941 (EUA)
- Calilena arizonica Chamberlin & Ivie, 1941 (EUA)
- Calilena californica (Banks, 1896) (EUA)
- Calilena gertschi Chamberlin & Ivie, 1941 (EUA)
- Calilena gosoga Chamberlin & Ivie, 1941 (EUA)
- Calilena magna Chamberlin & Ivie, 1941 (EUA)
- Calilena nita Chamberlin & Ivie, 1941 (EUA)
- Calilena peninsulana (Banks, 1898) (Mèxic)
- Calilena restricta Chamberlin & Ivie, 1941 (EUA)
  - Calilena restricta dixiana Chamberlin & Ivie, 1941 (EUA)
- Calilena saylori Chamberlin & Ivie, 1941 (EUA)
- Calilena siva Chamberlin & Ivie, 1941 (EUA)
- Calilena stylophora Chamberlin & Ivie, 1941 (EUA)
  - Calilena stylophora laguna Chamberlin & Ivie, 1941 (EUA)
  - Calilena stylophora oregona Chamberlin & Ivie, 1941 (EUA)
  - Calilena stylophora pomona Chamberlin & Ivie, 1941 (EUA)
- Calilena umatilla Chamberlin & Ivie, 1941 (EUA)
  - Calilena umatilla schizostyla Chamberlin & Ivie, 1941 (EUA)
- Calilena yosemita Chamberlin & Ivie, 1941 (EUA)

### Hadites
Hadites Keyserling, 1862
- Hadites tegenarioides Keyserling, 1862 (Croàcia)

### Histopona
Histopona Thorell, 1869
- Histopona bidens (Absolon & Kratochvíl, 1933) (Croàcia, Macedònia del Nord)
- Histopona conveniens (Kulczyn'ski, 1914) (Bòsnia-Hercegovina)
- Histopona dubia (Absolon & Kratochvíl, 1933) (Croàcia, Bòsnia-Hercegovina)
- Histopona egonpretneri Deeleman-Reinhold, 1983 (Croàcia)
- Histopona hauseri (Brignoli, 1972) (Grècia)
- Histopona isolata Deeleman-Reinhold, 1983 (Creta)
- Histopona italica Brignoli, 1977 (Suïssa, Itàlia)
- Histopona krivosijana (Kratochvíl, 1935) (Montenegro)
- Histopona laeta (Kulczyn'ski, 1897) (Romania)
- Histopona luxurians (Kulczyn'ski, 1897) (Àustria, Europa Oriental)
- Histopona myops (Simon, 1885) (Europa Oriental)
- Histopona palaeolithica (Brignoli, 1971) (Itàlia)
- Histopona sinuata (Kulczyn'ski, 1897) (Romania)
- Histopona strinatii (Brignoli, 1976) (Grècia)
- Histopona thaleri Gasparo, 2005 (Grècia)
- Histopona torpida (C. L. Koch, 1837) (Europa, Rússia)
- Histopona tranteevi Deltshev, 1978 (Bulgària)
- Histopona vignai Brignoli, 1980 (Grècia)

### Hololena
Hololena Chamberlin & Gertsch, 1929
- Hololena adnexa (Chamberlin & Gertsch, 1929) (EUA)
- Hololena aduma Chamberlin & Ivie, 1942 (EUA)
- Hololena altura Chamberlin & Ivie, 1942 (EUA)
- Hololena atypica Chamberlin & Ivie, 1942 (EUA)
- Hololena barbarana Chamberlin & Ivie, 1942 (EUA)
- Hololena curta (McCook, 1894) (EUA, Canadà, Alaska)
- Hololena dana Chamberlin & Ivie, 1942 (EUA)
- Hololena frianta Chamberlin & Ivie, 1942 (EUA)
- Hololena furcata (Chamberlin & Gertsch, 1929) (EUA)
- Hololena hola (Chamberlin, 1928) (EUA)
- Hololena hopi Chamberlin & Ivie, 1942 (EUA)
- Hololena lassena Chamberlin & Ivie, 1942 (EUA)
- Hololena madera Chamberlin & Ivie, 1942 (EUA)
- Hololena mimoides (Chamberlin, 1919) (EUA)
- Hololena monterea Chamberlin & Ivie, 1942 (EUA)
- Hololena nedra Chamberlin & Ivie, 1942 (EUA)
- Hololena nevada (Chamberlin & Gertsch, 1929) (EUA)
- Hololena oola Chamberlin & Ivie, 1942 (EUA)
- Hololena oquirrhensis (Chamberlin & Gertsch, 1930) (EUA)
- Hololena pacifica (Banks, 1896) (EUA)
- Hololena parana Chamberlin & Ivie, 1942 (EUA)
- Hololena pearcei Chamberlin & Ivie, 1942 (EUA)
- Hololena rabana Chamberlin & Ivie, 1942 (EUA)
- Hololena santana Chamberlin & Ivie, 1942 (EUA)
- Hololena septata Chamberlin & Ivie, 1942 (EUA)
- Hololena sidella Chamberlin & Ivie, 1942 (EUA)
- Hololena sula Chamberlin & Ivie, 1942 (EUA)
- Hololena tentativa (Chamberlin & Gertsch, 1929) (EUA)
- Hololena tulareana Chamberlin & Ivie, 1942 (EUA)
- Hololena turba Chamberlin & Ivie, 1942 (EUA)

### Huangyuania
Huangyuania Song & Li, 1990
- Huangyuania tibetana (Hu & Li, 1987) (Xina)

### Huka
Huka Forster & Wilton, 1973
- Huka alba Forster & Wilton, 1973 (Nova Zelanda)
- Huka lobata Forster & Wilton, 1973 (Nova Zelanda)
- Huka minima Forster & Wilton, 1973 (Nova Zelanda)
- Huka minuta Forster & Wilton, 1973 (Nova Zelanda)
- Huka pallida Forster & Wilton, 1973 (Nova Zelanda)

### Kidugua
Kidugua Lehtinen, 1967
- Kidugua spiralis Lehtinen, 1967 (Congo)

### Lycosoides
Lycosoides Lucas, 1846
- Lycosoides caparti (de Blauwe, 1980) (Marroc, Algèria)
- Lycosoides coarctata (Dufour, 1831) (Mediterrani)
- Lycosoides crassivulva (Denis, 1954) (Marroc)
- Lycosoides flavomaculata Lucas, 1846 (Mediterrani)
- Lycosoides instabilis (Denis, 1954) (Marroc)
- Lycosoides lehtineni Marusik & Guseinov, 2003 (Azerbaijan)
- Lycosoides leprieuri (Simon, 1875) (Algèria, Tunísia)
- Lycosoides parva (Denis, 1954) (Marroc)
- Lycosoides subfasciata (Simon, 1870) (Marroc, Algèria)
- Lycosoides variegata (Simon, 1870) (Espanya, Marroc, Algèria)

### Mahura
Mahura Forster & Wilton, 1973
- Mahura accola Forster & Wilton, 1973 (Nova Zelanda)
- Mahura bainhamensis Forster & Wilton, 1973 (Nova Zelanda)
- Mahura boara Forster & Wilton, 1973 (Nova Zelanda)
- Mahura crypta Forster & Wilton, 1973 (Nova Zelanda)
- Mahura detrita Forster & Wilton, 1973 (Nova Zelanda)
- Mahura hinua Forster & Wilton, 1973 (Nova Zelanda)
- Mahura musca Forster & Wilton, 1973 (Nova Zelanda)
- Mahura rubella Forster & Wilton, 1973 (Nova Zelanda)
- Mahura rufula Forster & Wilton, 1973 (Nova Zelanda)
- Mahura scuta Forster & Wilton, 1973 (Nova Zelanda)
- Mahura sorenseni Forster & Wilton, 1973 (Nova Zelanda)
- Mahura southgatei Forster & Wilton, 1973 (Nova Zelanda)
- Mahura spinosa Forster & Wilton, 1973 (Nova Zelanda)
- Mahura spinosoides Forster & Wilton, 1973 (Nova Zelanda)
- Mahura takahea Forster & Wilton, 1973 (Nova Zelanda)
- Mahura tarsa Forster & Wilton, 1973 (Nova Zelanda)
- Mahura turris Forster & Wilton, 1973 (Nova Zelanda)
- Mahura vella Forster & Wilton, 1973 (Nova Zelanda)

### Maimuna
Maimuna Lehtinen, 1967
- Maimuna bovierlapierrei (Kulczyn'ski, 1911) (Lebanon, Israel)
- Maimuna cariae Brignoli, 1978 (Turquia)
- Maimuna carmelica Levy, 1996 (Israel)
- Maimuna cretica (Kulczyn'ski, 1903) (Grècia, Creta)
- Maimuna inornata (O. P.-Cambridge, 1872) (Grècia, Síria, Israel)
- Maimuna meronis Levy, 1996 (Israel)
- Maimuna vestita (C. L. Koch, 1841) (Mediterrani Oriental)

### Malthonica
Malthonica Simon, 1898
- Malthonica Àfricana Simon & Fage, 1922 (Àfrica Oriental)
- Malthonica aliquoi (Brignoli, 1971) (Sicília)
- Malthonica anhela (Brignoli, 1972) (Turquia)
- Malthonica annulata (Kulczyn'ski, 1913) (Montenegro)
- Malthonica argaeica (Nosek, 1905) (Bulgària, Turquia)
- Malthonica arganoi (Brignoli, 1971) (Itàlia)
- Malthonica balearica Brignoli, 1978 (Illes Balears)
- Malthonica campestris (C. L. Koch, 1834) (Europa fins a Azerbaijan)
- Malthonica daedali Brignoli, 1980 (Creta)
- Malthonica dalmatica (Kulczyn'ski, 1906) (França fins a Israel)
- Malthonica eleonorae (Brignoli, 1974) (Sardenya)
- Malthonica epacris (Levy, 1996) (Israel)
- Malthonica ferruginea (Panzer, 1804) (Europa, Açores)
- Malthonica lehtineni Guseinov, Marusik & Koponen, 2005 (Azerbaijan)
- Malthonica lenkoranica Guseinov, Marusik & Koponen, 2005 (Azerbaijan)
- Malthonica lusitanica Simon, 1898 (Portugal fins a França)
- Malthonica lyncea (Brignoli, 1978) (Turquia, Azerbaijan)
- Malthonica maronita (Simon, 1873) (Síria, Lebanon, Israel)
- Malthonica mediterranea (Levy, 1996) (Israel)
- Malthonica minoa (Brignoli, 1976) (Creta)
- Malthonica montana (Deltshev, 1993) (Bulgària)
- Malthonica nakhchivanica Guseinov, Marusik & Koponen, 2005 (Azerbaijan)
- Malthonica nemorosa (Simon, 1916) (França, Itàlia, Bulgària, Turquia)
- Malthonica oceanica Barrientos & Cardoso, 2007 (Portugal)
- Malthonica pagana (C. L. Koch, 1840) (Europa fins a l'Àsia central, EUA fins a Xile, Nova Zelanda)
  - Malthonica pagana urbana (Simon, 1875) (Europa)
- Malthonica paraschiae Brignoli, 1984 (Grècia)
- Malthonica parvula (Thorell, 1875) (Itàlia)
- Malthonica pasquinii (Brignoli, 1978) (Turquia)
- Malthonica picta (Simon, 1870) (Europa, Rússia, Àfrica del Nord)
- Malthonica podoprygorai Kovblyuk, 2006 (Ucraïna)
- Malthonica pseudolyncea Guseinov, Marusik & Koponen, 2005 (Azerbaijan)
- Malthonica rilaensis (Deltshev, 1993) (Bulgària)
- Malthonica sardoa Brignoli, 1977 (Sardenya)
- Malthonica sbordonii (Brignoli, 1971) (Itàlia)
- Malthonica sicana Brignoli, 1976 (Sicília)
- Malthonica silvestris (L. Koch, 1872) (Europa, Rússia)
- Malthonica soriculata (Simon, 1873) (Còrsega, Sardenya)
- Malthonica spinipalpis Deltshev, 1990 (Grècia)
- Malthonica tyrrhenica (Dalmas, 1922) (França, Itàlia)
- Malthonica vallei (Brignoli, 1972) (Líbia)
- Malthonica vomeroi (Brignoli, 1977) (Itàlia)

### Melpomene
Melpomene O. P.-Cambridge, 1898
- Melpomene bicavata (F. O. P.-Cambridge, 1902) (Mèxic)
- Melpomene bipunctata (Roth, 1967) (Trinidad)
- Melpomene chiricana Chamberlin & Ivie, 1942 (Panamà)
- Melpomene coahuilana (Gertsch & Davis, 1940) (Mèxic)
- Melpomene elegans O. P.-Cambridge, 1898 (Mèxic)
- Melpomene Panamàna (Petrunkevitch, 1925) (Panamà)
- Melpomene penetralis (F. O. P.-Cambridge, 1902) (Costa Rica)
- Melpomene plesia Chamberlin & Ivie, 1942 (Panamà)
- Melpomene quadrata (Kraus, 1955) (El Salvador)
- Melpomene rita (Chamberlin & Ivie, 1941) (EUA)
- Melpomene singula (Gertsch & Ivie, 1936) (Mèxic)
- Melpomene transversa (F. O. P.-Cambridge, 1902) (Mèxic)

### Mistaria
Mistaria Lehtinen, 1967
- Mistaria leucopyga (Pavesi, 1883) (Àfrica Central i Oriental)
  - Mistaria leucopyga niangarensis (Lessert, 1927) (Àfrica Oriental)

### Neoramia
Neoramia Forster & Wilton, 1973
- Neoramia allanae Forster & Wilton, 1973 (Nova Zelanda)
- Neoramia alta Forster & Wilton, 1973 (Nova Zelanda)
- Neoramia charybdis (Hogg, 1910) (Nova Zelanda)
- Neoramia childi Forster & Wilton, 1973 (Nova Zelanda)
- Neoramia crucifera (Hogg, 1909) (Illes Auckland)
- Neoramia finschi (L. Koch, 1872) (Nova Zelanda)
- Neoramia fiordensis Forster & Wilton, 1973 (Nova Zelanda)
- Neoramia hoggi (Forster, 1964) (Illes Campbell)
- Neoramia hokina Forster & Wilton, 1973 (Nova Zelanda)
- Neoramia janus (Bryant, 1935) (Nova Zelanda)
- Neoramia koha Forster & Wilton, 1973 (Nova Zelanda)
- Neoramia komata Forster & Wilton, 1973 (Nova Zelanda)
- Neoramia mamoea Forster & Wilton, 1973 (Nova Zelanda)
- Neoramia marama Forster & Wilton, 1973 (Nova Zelanda)
- Neoramia margaretae Forster & Wilton, 1973 (Nova Zelanda)
- Neoramia matua Forster & Wilton, 1973 (Nova Zelanda)
- Neoramia minuta Forster & Wilton, 1973 (Nova Zelanda)
- Neoramia nana Forster & Wilton, 1973 (Nova Zelanda)
- Neoramia oroua Forster & Wilton, 1973 (Nova Zelanda)
- Neoramia otagoa Forster & Wilton, 1973 (Nova Zelanda)
- Neoramia raua Forster & Wilton, 1973 (Nova Zelanda)
- Neoramia setosa (Bryant, 1935) (Nova Zelanda)

### Neorepukia
Neorepukia Forster & Wilton, 1973
- Neorepukia hama Forster & Wilton, 1973 (Nova Zelanda)
- Neorepukia pilama Forster & Wilton, 1973 (Nova Zelanda)

### Neotegenaria
Neotegenaria Roth, 1967
- Neotegenaria agelenoides Roth, 1967 (Guyana)

### Novalena
Novalena Chamberlin & Ivie, 1942
- Novalena annamae (Gertsch & Davis, 1940) (Mèxic)
- Novalena approximata (Gertsch & Ivie, 1936) (Costa Rica)
- Novalena attenuata (F. O. P.-Cambridge, 1902) (Mèxic, Guatemala)
- Novalena bipartita (Kraus, 1955) (El Salvador)
- Novalena calavera Chamberlin & Ivie, 1942 (EUA)
- Novalena costata (F. O. P.-Cambridge, 1902) (Costa Rica)
- Novalena cuspidata (F. O. P.-Cambridge, 1902) (Mèxic)
- Novalena idahoana (Gertsch, 1934) (EUA)
- Novalena intermedia (Chamberlin & Gertsch, 1930) (EUA)
- Novalena laticava (Kraus, 1955) (El Salvador)
- Novalena lobata (F. O. P.-Cambridge, 1902) (Mèxic)
- Novalena lutzi (Gertsch, 1933) (EUA)
- Novalena marginata (F. O. P.-Cambridge, 1902) (Mèxic)
- Novalena nova (O. P.-Cambridge, 1896) (Guatemala)
- Novalena orizaba (Banks, 1898) (Mèxic)
- Novalena pina Chamberlin & Ivie, 1942 (EUA)
- Novalena tolucana (Gertsch & Davis, 1940) (Mèxic)
- Novalena variabilis (F. O. P.-Cambridge, 1902) (Mèxic)
- Novalena wawona Chamberlin & Ivie, 1942 (EUA)

### Olorunia
Olorunia Lehtinen, 1967
- Olorunia punctata Lehtinen, 1967 (Congo)

### Oramia
Oramia Forster, 1964
- Oramia chathamensis (Simon, 1899) (Illes Chatham)
- Oramia frequens (Rainbow, 1920) (Illa Lord Howe)
- Oramia littoralis Forster & Wilton, 1973 (Nova Zelanda)
- Oramia mackerrowi (Marples, 1959) (Nova Zelanda)
- Oramia marplesi Forster, 1964 (Illes Auckland)
- Oramia occidentalis (Marples, 1959) (Nova Zelanda)
- Oramia rubrioides (Hogg, 1909) (Austràlia, Nova Zelanda)
- Oramia solanderensis Forster & Wilton, 1973 (Nova Zelanda)

### Oramiella
Oramiella Forster & Wilton, 1973
- Oramiella wisei Forster & Wilton, 1973 (Nova Zelanda)

### Orepukia
Orepukia Forster & Wilton, 1973
- Orepukia alta Forster & Wilton, 1973 (Nova Zelanda)
- Orepukia catlinensis Forster & Wilton, 1973 (Nova Zelanda)
- Orepukia dugdalei Forster & Wilton, 1973 (Nova Zelanda)
- Orepukia egmontensis Forster & Wilton, 1973 (Nova Zelanda)
- Orepukia florae Forster & Wilton, 1973 (Nova Zelanda)
- Orepukia geophila Forster & Wilton, 1973 (Nova Zelanda)
- Orepukia grisea Forster & Wilton, 1973 (Nova Zelanda)
- Orepukia insula Forster & Wilton, 1973 (Nova Zelanda)
- Orepukia nota Forster & Wilton, 1973 (Nova Zelanda)
- Orepukia nummosa (Hogg, 1909) (Nova Zelanda)
- Orepukia orophila Forster & Wilton, 1973 (Nova Zelanda)
- Orepukia pallida Forster & Wilton, 1973 (Nova Zelanda)
- Orepukia poppelwelli Forster & Wilton, 1973 (Nova Zelanda)
- Orepukia prina Forster & Wilton, 1973 (Nova Zelanda)
- Orepukia rakiura Forster & Wilton, 1973 (Nova Zelanda)
- Orepukia redacta Forster & Wilton, 1973 (Nova Zelanda)
- Orepukia riparia Forster & Wilton, 1973 (Nova Zelanda)
- Orepukia sabua Forster & Wilton, 1973 (Nova Zelanda)
- Orepukia similis Forster & Wilton, 1973 (Nova Zelanda)
- Orepukia simplex Forster & Wilton, 1973 (Nova Zelanda)
- Orepukia sorenseni Forster & Wilton, 1973 (Nova Zelanda)
- Orepukia tanea Forster & Wilton, 1973 (Nova Zelanda)
- Orepukia tonga Forster & Wilton, 1973 (Nova Zelanda)
- Orepukia virtuta Forster & Wilton, 1973 (Nova Zelanda)

### Paramyro
Paramyro Forster & Wilton, 1973
- Paramyro apicus Forster & Wilton, 1973 (Nova Zelanda)
- Paramyro parapicus Forster & Wilton, 1973 (Nova Zelanda)

### Porotaka
Porotaka Forster & Wilton, 1973
- Porotaka detrita Forster & Wilton, 1973 (Nova Zelanda)
- Porotaka florae Forster & Wilton, 1973 (Nova Zelanda)

### Pseudotegenaria
Pseudotegenaria Caporiacco, 1934
- Pseudotegenaria animata (Kratochvíl & Miller, 1940) (Montenegro)
- Pseudotegenaria bayeri (Kratochvíl, 1934) (Bòsnia-Hercegovina, Montenegro)
- Pseudotegenaria bosnica (Kratochvíl & Miller, 1940) (Croàcia, Bòsnia-Hercegovina)
- Pseudotegenaria decolorata (Kratochvíl & Miller, 1940) (Croàcia)
- Pseudotegenaria parva Caporiacco, 1934 (Líbia)

### Rualena
Rualena Chamberlin & Ivie, 1942
- Rualena alleni Chamberlin & Ivie, 1942 (EUA)
- Rualena avila Chamberlin & Ivie, 1942 (EUA)
- Rualena balboae (Schenkel, 1950) (EUA)
- Rualena cavata (F. O. P.-Cambridge, 1902) (Mèxic)
- Rualena cockerelli Chamberlin & Ivie, 1942 (EUA)
- Rualena cruzana Chamberlin & Ivie, 1942 (EUA)
- Rualena goleta Chamberlin & Ivie, 1942 (EUA)
- Rualena magnacava Chamberlin & Ivie, 1942 (EUA)
- Rualena pasquinii Brignoli, 1974 (Mèxic)
- Rualena rua (Chamberlin, 1919) (EUA)
- Rualena simplex (F. O. P.-Cambridge, 1902) (Guatemala)
- Rualena surana Chamberlin & Ivie, 1942 (EUA)

### Tararua
Tararua Forster & Wilton, 1973
- Tararua celeripes (Urquhart, 1891) (Nova Zelanda)
- Tararua clara Forster & Wilton, 1973 (Nova Zelanda)
- Tararua diversa Forster & Wilton, 1973 (Nova Zelanda)
- Tararua foordi Forster & Wilton, 1973 (Nova Zelanda)
- Tararua puna Forster & Wilton, 1973 (Nova Zelanda)
- Tararua ratuma Forster & Wilton, 1973 (Nova Zelanda)
- Tararua versuta Forster & Wilton, 1973 (Nova Zelanda)

### Tegenaria
Tegenaria Latreille, 1804
- Tegenaria abchasica Charitonov, 1941 (Geòrgia)
- Tegenaria achaea Brignoli, 1977 (Grècia)
- Tegenaria aculeata Wang, 1992 (Xina)
- Tegenaria adomestica Guseinov, Marusik & Koponen, 2005 (Azerbaijan)
- Tegenaria advena (C. L. Koch, 1841) (Itàlia, Balcans)
- Tegenaria Àfricana Lucas, 1846 (Algèria)
- Tegenaria agnolettii Brignoli, 1978 (Turquia)
- Tegenaria agrestis (Walckenaer, 1802) (Europa fins a l'Àsia central, EUA, Canadà)
- Tegenaria angustipalpis Levy, 1996 (Israel)
- Tegenaria antrorum Simon, 1916 (França)
- Tegenaria ariadnae Brignoli, 1984 (Creta)
- Tegenaria armigera Simon, 1873 (Còrsega, Sardenya)
- Tegenaria atrica C. L. Koch, 1843 (Europa, introduïda a Amèrica del Nord)
- Tegenaria averni Brignoli, 1978 (Turquia)
- Tegenaria baronii Brignoli, 1977 (Itàlia)
- Tegenaria bithyniae Brignoli, 1978 (Bulgària, Turquia)
- Tegenaria blanda Gertsch, 1971 (Mèxic)
- Tegenaria boitanii Brignoli, 1978 (Turquia)
- Tegenaria bucculenta (L. Koch, 1868) (Portugal, Espanya)
- Tegenaria capolongoi Brignoli, 1977 (Itàlia)
- Tegenaria carensis Barrientos, 1981 (Espanya)
- Tegenaria caverna Gertsch, 1971 (Mèxic)
- Tegenaria cerrutii Roewer, 1960 (Sicília)
- Tegenaria chebana Thorell, 1897 (Myanmar)
- Tegenaria chiricahuae Roth, 1968 (EUA)
- Tegenaria comnena Brignoli, 1978 (Turquia)
- Tegenaria comstocki Gajbe, 2004 (Índia)
- Tegenaria concolor Simon, 1873 (Síria)
- Tegenaria cottarellii Brignoli, 1978 (Turquia)
- Tegenaria decora Gertsch, 1971 (Mèxic)
- Tegenaria dentifera Kulczyn'ski, 1908 (Xipre)
- Tegenaria dia Dönitz & Strand, 1906 (Japó)
- Tegenaria domestica (Clerck, 1757) (Cosmopolita)
- Tegenaria domesticoides Schmidt & Piepho, 1994 (Illes Cap Verd)
- Tegenaria dorsata Uyemura, 1936 (Japó)
- Tegenaria drescoi Brignoli, 1971 (Sardenya)
- Tegenaria duellica Simon, 1875 (Holàrtic)
- Tegenaria elysii Brignoli, 1978 (Turquia)
- Tegenaria faniapollinis Brignoli, 1978 (Turquia)
- Tegenaria feminea Simon, 1870 (Portugal, Espanya)
- Tegenaria femoralis Simon, 1873 (Còrsega, Itàlia)
- Tegenaria flexuosa F. O. P.-Cambridge, 1902 (Mèxic)
- Tegenaria florea Brignoli, 1974 (Mèxic)
- Tegenaria forestieroi Brignoli, 1978 (Turquia)
- Tegenaria fuesslini Pavesi, 1873 (Europa)
- Tegenaria gertschi Roth, 1968 (Mèxic)
- Tegenaria halidi Guseinov, Marusik & Koponen, 2005 (Azerbaijan)
- Tegenaria hamid Brignoli, 1978 (Turquia)
- Tegenaria hasperi Chyzer, 1897 (Croàcia, Serbia)
- Tegenaria hauseri Brignoli, 1979 (Grècia)
- Tegenaria hemanginiae Reddy & Patel, 1992 (Índia)
- Tegenaria henroti Dresco, 1956 (Sardenya)
- Tegenaria herculea Fage, 1931 (Espanya)
- Tegenaria hispanica Fage, 1931 (Espanya)
- Tegenaria inermis Simon, 1870 (Espanya, França)
- Tegenaria ismaillensis Guseinov, Marusik & Koponen, 2005 (Azerbaijan)
- Tegenaria karaman Brignoli, 1978 (Turquia)
- Tegenaria labyrinthi Brignoli, 1984 (Creta)
- Tegenaria lapicidinarum Spassky, 1934 (Rússia, Ucraïna)
- Tegenaria levantina Barrientos, 1981 (Espanya)
- Tegenaria ligurica Simon, 1916 (França, Itàlia)
- Tegenaria longimana Simon, 1898 (Turquia, Geòrgia)
- Tegenaria lunakensis Tikader, 1964 (Nepal)
- Tegenaria maderiana Thorell, 1875 (Madeira)
- Tegenaria mamikonian Brignoli, 1978 (Turquia)
- Tegenaria marinae Brignoli, 1971 (Itàlia)
- Tegenaria maroccana Denis, 1956 (Marroc)
- Tegenaria melbae Brignoli, 1972 (Turquia)
- Tegenaria mexicana Roth, 1968 (Mèxic)
- Tegenaria michae Brignoli, 1978 (Lebanon)
- Tegenaria mirifica Thaler, 1987 (Suïssa, Àustria)
- Tegenaria montigena Simon, 1937 (Portugal, Espanya)
- Tegenaria nervosa Simon, 1870 (França)
- Tegenaria oribata Simon, 1916 (França)
- Tegenaria osellai Brignoli, 1971 (Itàlia)
- Tegenaria parietina (Fourcroy, 1785) (Europa, Àfrica del Nord fins a l'Àsia central, Uruguai, Argentina)
- Tegenaria parmenidis Brignoli, 1971 (Itàlia)
- Tegenaria percuriosa Brignoli, 1972 (Turquia)
- Tegenaria pieperi Brignoli, 1979 (Creta)
- Tegenaria pontica Charitonov, 1947 (Geòrgia)
- Tegenaria racovitzai Simon, 1907 (Europa Meridional)
- Tegenaria ramblae Barrientos, 1978 (Portugal, Espanya)
- Tegenaria regispyrrhi Brignoli, 1976 (Bulgària, Grècia, Balcans)
- Tegenaria rhodiensis Caporiacco, 1948 (Rodes, Turquia)
- Tegenaria rothi Gertsch, 1971 (Mèxic)
- Tegenaria saeva Blackwall, 1844 (Europa Occidental, Canadà)
- Tegenaria schmalfussi Brignoli, 1976 (Creta)
- Tegenaria scopifera Barrientos, Ribera & Pons, 2002 (Illes Balears)
- Tegenaria selva Roth, 1968 (Mèxic)
- Tegenaria shillongensis Barman, 1979 (Índia)
- Tegenaria talyshica Guseinov, Marusik & Koponen, 2005 (Azerbaijan)
- Tegenaria taprobanica Strand, 1907 (Sri Lanka)
- Tegenaria taurica Charitonov, 1947 (Ucraïna, Geòrgia)
- Tegenaria tekke Brignoli, 1978 (Turquia)
- Tegenaria tlaxcala Roth, 1968 (Mèxic)
- Tegenaria tridentina L. Koch, 1872 (Europa)
- Tegenaria trinacriae Brignoli, 1971 (Sicília)
- Tegenaria velox Chyzer, 1897 (Romania)
- Tegenaria vignai Brignoli, 1978 (Turquia)
- Tegenaria wittmeri Brignoli, 1978 (Bhutan)
- Tegenaria xenophontis Brignoli, 1978 (Turquia)
- Tegenaria zagatalensis Guseinov, Marusik & Koponen, 2005 (Azerbaijan)

### Textrix
Textrix Sundevall, 1833
- Textrix caudata L. Koch, 1872 (Mediterrani, introduïda a Europa central)
- Textrix chyzeri de Blauwe, 1980 (Europa Oriental)
- Textrix denticulata (Olivier, 1789) (Europa)
- Textrix nigromarginata Strand, 1906 (Etiòpia)
- Textrix pinicola Simon, 1875 (Portugal fins a Itàlia)
- Textrix rubrofoliata Pesarini, 1990 (Sicília)

### Tikaderia
Tikaderia Lehtinen, 1967
- Tikaderia psechrina (Simon, 1906) (Himàlaia)

### Tortolena
Tortolena Chamberlin & Ivie, 1941
- Tortolena dela Chamberlin & Ivie, 1941 (EUA)
- Tortolena glaucopis (F. O. P.-Cambridge, 1902) (Mèxic fins a Costa Rica)

### Tuapoka
Tuapoka Forster & Wilton, 1973
- Tuapoka cavata Forster & Wilton, 1973 (Nova Zelanda)
- Tuapoka ovalis Forster & Wilton, 1973 (Nova Zelanda)